# Sebastian Wilhelm von Meel

Sebastian Wilhelm Meel, * um 1597, † 1666

Sebastian Wilhelm Meel (auch Mehl oder Möhl), seit 1654 von Meel (* um 1597 in Weilmünster; † 10. August 1666 in Mainz) war würzburgischer und kurmainzischer Kanzler, Gesandter auf dem Westfälischen Friedenskongress sowie dem Reichstag zu Regensburg 1653.

## Leben
Der um 1597 geborene Sebastian Wilhelm von Meel absolvierte an der Universität Mainz ein Studium der Rechtswissenschaften, das er als Doktor beider Rechte abschloss.
Er wurde Vizekanzler und Geheimer Rat des Würzburger Fürstbischofs Johann Philipp von Schönborn und war dessen engster Vertrauter, wurde vom Fürstbischof zuerst als würzburgischer Gesandter nach Paris an den französischen Königshof verwendet, von August bis Mitte Oktober 1646 und von Juli bis Mitte Oktober 1647.
Im Dezember 1647 wurde er durch Schönborn – der in Mainz frisch zum Kurfürsten gewählt – in die kurmainzische Gesandtschaft aufgenommen und nahm an den Verhandlungen in Münster teil, die 1648 zum Westfälischen Frieden führten. Meel erhielt Mitte Juli 1648 von den französischen Gesandten Geld in zwei Paketen.
Er gehörte auf dem Nürnberger Exekutionstag neben den Gesandten Wolfgang Conrad von Thumbshirn, Isaak Volmar und Johann Krane zu den Bevollmächtigten zum Abschluss der Capitulatio perpetua Osnabrugensis vom 28. Juli 1650, mit der die Verfassung des Hochstifts Osnabrück für eineinhalb Jahrhunderte festgeschrieben wurde.
Dieses Gremium hatte den Arbeitsauftrag, die bei den Friedensverhandlungen offen gebliebenen Fragen zu klären. Bei dem großen Friedensbankett, das der Herzog von Amalfi, Ottavio Piccolomini, im Juni 1650 in Nürnberg gab, nahm auch Frau Ursula Meelin, des Herrn Chur-Mayntzischen Abgesandten Eheliebste, teil. Ihr Sitzplatz ist im Protokoll genauestens beschrieben. Piccolomini nahm als kaiserlicher Hauptgesandter (Prinzipal-Kommissarius) am Nürnberger Exekutionstag teil, welcher über die Demobilisierung der auf Reichsboden befindlichen Söldnerheere verhandelte.

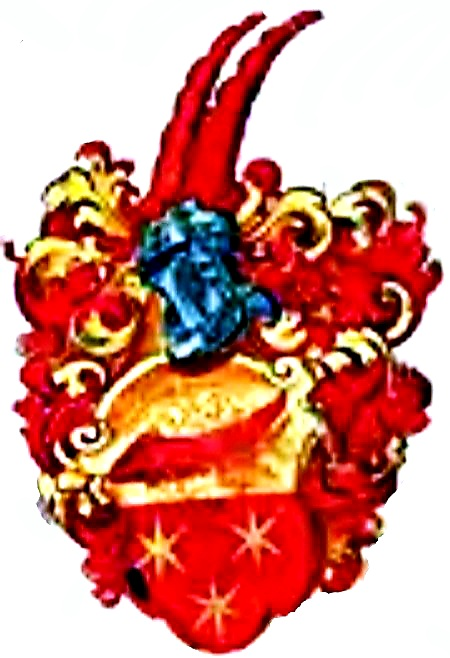
Wappen des Würzburger Patriziergeschlechts Ganzhorn. Darstellung Chronik von Johann Wilhelm Ganzhorn (1541–1609)

1653/1654 war Meel als kurmainzischer Reichsdirektor auf dem Reichstag zu Regensburg vertreten. Er wurde am 12. April 1654 zusammen mit Johann Christoph Wilhelm Ganzhorn, seinem Adoptivsohn, in den rittermäßigen Adelsstand erhoben, gültig für das Reich und die Erblande, mit dem Adelsprädikat „von“, Lehenberechtigung, Rotwachsfreiheit, privilegium denominandi (dem Recht, sich nach den Besitzungen zu benennen) und dem Palatinat. Meel war mit Ursula geb. Schmid, Witwe Johann Gerhard Ganzhorns und Mutter seines Adoptivsohns, verheiratet. Die Trauung hatte im Würzburger Dom am 19. Juli 1649 stattgefunden. Das Wappen Ganzhorn ist bekannt, das Wappen Meel wurde als das gleiche vermutet, dabei war das redende Wappen der Patrizierfamilie Ganzhorn älter. Die Ganzhorn sind in Würzburg schon für 1454 als Ratsherren belegt und waren bereits im 16. Jahrhundert Juristen in fürstbischöflich würzburgischen und kaiserlichen Diensten.
Für den Frankfurter Deputationstag am 23. April 1655 hatte Meel sich, Kanzler Würzburgs, als kurmainzischer Gesandter legitimiert.
Zweck des Deputationstages war die  Ausarbeitung einer neuen Reichskammergerichtsordnung.
Der Kurfürst gab ihm (Cantzlar Meel) und seiner Frau (Ursula Meelin) im November 1658 als Donation in Mainz einen Platz, den Hof zum Gutenberg, auf dem sie für sich und ihre Erben ein Freihaus errichten sollten.
1660 wurde er Kanzler in Mainz und war in dieser Funktion zu einer Gesandtschaft in Wien.
1662 war er Gesandter auf dem Reichstag zu Regensburg. Der zur katholischen Kirche konvertierte vormalige calvinistische Prediger, dann Weihbischof und Rektor der Universität Mainz, Gottfried Adolf Volusius, stand dem Kanzler Sebastian Meel nahe und hielt für ihn 1666 bei den Dominikanern die Leichenrede.

## Ehrungen
- 1654 Erhebung in den Reichsadelsstand durch Kaiser Ferdinand III.[21]